# Nyborg Station
Nyborg Station er en dansk jernbanestation i Nyborg.
Den nuværende station er byens fjerde og blev opført i forbindelse med indvielsen af Storebæltsforbindelsen i 1997.